# Élection partielle d'Oldham West and Royton de 2015
L'élection partielle d'Oldham West & Royton dans le Grand Manchester a eu lieu
le 3 décembre 2015 à la suite de la mort de Michael Meacher.
Jim McMahon, membre du Parti travailliste, est élu membre du Parlement dans l'élection partielle de 2015.

## Candidats
|                            | Jim McMahon            | Labour                     | 17,209                 | 62.1  |
|                            | John Bickley           | UKIP                       | 6,487                  | 23.4  |
|                            | James Daly             | Conservative               | 2,596                  | 9.4   |
|                            | Jane Brophy            | LibDem                     | 1,024                  | 3.7   |
|                            | Simeon Hart            | Green                      | 249                    | 0.9   |
|                            | Sir Oink-a-Lot         | Monster Raving Loony Party | 141                    | 0.5   |
| Total:                     | Total:                 | Total:                     | 27,819                 |       |
| Taux de participation:     | Taux de participation: | Taux de participation:     | Taux de participation: | 40.3% |
| Source : www.parliament.uk |                        |                            |                        |       |